# Hin Shen
Hin Shen (armeniska: Հին Շեն, azerbajdzjanska: Kiçik Qaladərəsi, tidigare Kirov) är en ort i Azerbajdzjan. Den ligger i distriktet Şuşa Rayonu, i den sydvästra delen av landet, 290 km väster om huvudstaden Baku. Hin Shen ligger 1 549 meter över havet och antalet invånare är 169.
Terrängen runt Hin Shen är bergig. Närmaste större samhälle är Shushi, 18,1 km nordost om Hin Shen. 
Trakten runt Hin Shen består i huvudsak av gräsmarker. Runt Hin Shen är det ganska glesbefolkat, med 30 invånare per kvadratkilometer.